# Premio Ramón Margalef de Ecología
El Premio Ramón Margalef de Ecología (en catalán: Premi Ramon Margalef d'Ecologia) es una distinción de ámbito internacional que otorga la Generalidad de Cataluña desde 2004 que tiene por objeto el reconocimiento de «una trayectoria científica o un descubrimiento en el campo de las ciencias ecológicas, que haya contribuido al progreso significativo del conocimiento o el pensamiento científicos, o al desarrollo de instrumentos teóricos para la buena gestión de los recursos naturales, del territorio o del mar». Su nombre obedece a Ramón Margalef (1919-2004), limnólogo, oceanógrafo y ecólogo español nacido en Barcelona.
El premio tiene carácter anual y a él se pueden presentar tanto personas físicas como jurídicas. Las propuestas debe ser realizadas por una institución académica o de investigación de cualquier lugar del mundo, por antiguos galardonados o por miembros del jurado, debidamente razonadas. El premio está dotado con 80.000 euros (2018).

## Galardonados
- 2005 — Paul K. Dayton[4]
- 2006 — John Lawton[4]
- 2007 — Harold A. Mooney[4]
- 2008 — Daniel Pauly[4]
- 2009 — Paul R. Ehrlich[4]
- 2010 — Simon A. Levin[4]
- 2011 — Juan Carlos Castilla[4]
- 2012 — Daniel Simberloff[4]
- 2013 — Sallie W. Chisholm[4]
- 2014 — David Tilman[4]
- 2015 — Robert E. Ricklefs[4]
- 2016 — Josep Peñuelas[4]
- 2017 — Sandra Myrna Díaz[4]
- 2018 — Steve Carpenter[4]
- 2019 — Carlos Manuel Duarte Quesada[4]
- 2020 — Sandra Lavorel[4]
- 2021 - Jordi Bascompte Sacrest